# ناتالیا استمیرووا
ناتالیا استمیرووا (روسی: Ната́лья Хусаи́новна Эстеми́рова؛ ۲۸ فوریه ۱۹۵۸ – ۱۵ ژوئیه ۲۰۰۹) فعال حقوق بشر، روزنامه‌نگار، آموزگار اهل اتحاد جماهیر شوروی بود. وی در حال بررسی موارد نقض حقوق بشر به وسیله نیروهای طرفدار دولت روسیه در جمهوری چچن بود. استمیرووا برای یک گروه مستقل مدافع حقوق بشر به نام مموریال کار می‌کرد. مموریال یکی از گروه‌های فعال در زمینه جمع‌آوری مدرک دربارهٔ نقض حقوق بشر در روسیه در دوره شوروی و دوره پس از فروپاشی آن است. او حوالی ساعت ۸:۳۰ صبح روز ۱۵ ژوئیه ۲۰۰۹ توسط افراد ناشناسی از خانه‌اش در گروزنی، چچن ربوده شد.
ناتالیا استمیرووا در حال تحقیق دربارهٔ یک موضوع حساس در زمینه اقدام شبه نظامیان طرفدار دولت در سوزاندن خانه‌های مسکونی در چچن بود. بنا به گزارش دو شاهد استمیرووا در حالی که به زور به داخل خودرو برده می‌شد فریاد می‌زد که ربوده شده‌است. پیکر او را در صدمتری جاده قفقاز در روستای گازی بورت در ساعت ۴:۳۰ بعد از ظهر در اینگوشتیا پیدا کردند که صورت و سینه‌اش آماج گلوله بود.

## زندگی‌نامه
استمیرووا در شهر کامیشلوف استان سوردلوفسک در یک خانواده روس و چچنی متولد شد، او در رشته تاریخ از دانشگاه گروزنی فارغ‌التحصیل شد و تا سال ۱۹۹۸ در یک دبیرستان محلی تاریخ درس می‌داد. استمیرووا در سال ۱۹۹۱ به عنوان خبرنگار روزنامه محلی صدای کارگر گروزنی مشغول به کار شد. او در حالی که در تلویزیون گروزنی کار می‌کرد، سیزده فیلم مستند کوتاه دربارهٔ قربانیان اقدامات تنبیهی روسیه تولید کرد. او در سازمان تصفیه کمپ‌ها به عنوان منشی مطبوعاتی به کار پرداخت. استمیرووا که بیوه یک پلیس چچن بود، از زمان آغاز دومین جنگ چچن در سال ۱۹۹۹ شواهدی جمع‌آوری کرد و دختر و بستگانش را در یکاترینبورگ ترک کرد. در سال ۲۰۰۰، او به عنوان نماینده مرکز یادبود حقوق بشر به عنوان نماینده برگزیده شد. ناتالیا در چچن و اینگوش از بسیاری از بیمارستان‌ها بازدید کرد و صدها عکس از کودکان قربانی جنگ تهیه کرد. استمیرووا یک نویسنده ثابت روزنامه مستقل مسکو نوایا گازتا و قفقاز و نوبل آلترناتیو بود. او به عنوان نماینده در یک مراسم یادبود در سال ۲۰۰۴ همراه با سرگئی کوالیوف، رئیس مموریال مدال رابرت شومان، دریافت کردند. وی جایزه دیگری به وسیله فراکسیون حزب مردم اروپا در سال ۲۰۰۵ دریافت کرد. در اکتبر ۲۰۰۷، او اولین جایزه آنا پولیتکوسکایا را به افتخار زنان شجاع مدافعان حقوق بشر از جنگ و درگیری که اغلب با خطر بزرگ مواجه بودند را دریافت نمود، این جایزه همه ساله در بزرگداشت خاطره قتل آنا پولیتکوسکایا در ۷ اکتبر برگزار می‌شود.

## خاکسپاری
استمیرووا روز پنجشنبه، در یک قبرستان در روستای اجدادی اش «کوشکلدی» در ناحیه گودرمس چچن قبل از غروب به سنت اسلامی به خاک سپرده شد.
۹روز پس از قتل وی نزدیک به ۱۵۰ نفر در مراسم دیگری که به سنت ارتدکس روسی در میدان پوشکین مسکو برگزار شد شرکت کردند. پس از آنکه همه افراد محل را ترک کردند، پلیس بیست نفر از برگزار کنندگان این مراسم یادبود از جمله سازمانده آن ویکتور سوتیرکو را دستگیر کرد. اوبه مدت دو ساعت به دلیل اخلال در صلح بازداشت شد. پلیس گفته‌است که تنها ۳۰ نفر را به خاطر شرکت در این مراسم مجازات کرده‌است، اما آمار بیشتری از دستگیرشدگان بازداشت شده وجود داشت.

## واکنش‌ها
خبرنگار بی‌بی‌سی وینگفیلد-هیز که در مسکو مستقر است، گزارش داد که استیرووا در یک کار بسیار مهم و خطرناک مشغول تحقیق در مورد صدها مورد آدم‌ربایی، شکنجه و قضاوت غیرقانونی توسط نیروهای نظامی یا نیروهای نظامی روسیه در چچن بود.
سازمان مدافع حقوق بشر سوئد، مدافعان حقوق مدنی، پس از ترور استمیرووا، این ترور را پروژه ناتالیا نام گذاشت؛ و تأکید کرد پروژه ناتالیا زنگ خطری برای مدافعان حقوق بشر است که در معرض خطر قرار دارند.

## تحقیقات
در فوریه ۲۰۱۰ یک منبع ناشناس در سازمان اجرای قانون روسیه ادعا کرد که محققان قاتل استمیرووا را شناسایی کرده‌اند. با این حال، قاتل دستگیر نشد و سازمان ده این جنایت شناسایی نشد.
طبق اطلاعات رسمی، در ۱۳ نوامبر ۲۰۰۹، باشایف متهم به قتل در جریان عملیات ویژه‌ای تحت رهبری آدام دلیمخانوف در یک حمله هوایی کشته شد.
روزنامه نگاران نوایا گازتا و فعالان حقوق بشر نسبت به نتیجه تحقیقات بازپرس‌ها معترضند و به پنهانی گسترده در خصوص این ترور مشکوک هستند.
- تجزیه و تحلیل دی‌انی‌ای موجود در صحنه جرم با آلخازور باشایف یا بستگانش مطابقت ندارد.
- روابط باشایف و رسوایی قدیروفتسی بسیار متقاعدکننده است.
- قتل باشایف ثابت نشده‌است. کاملاً ممکن است که او زنده باشد و اطلاعات مربوط به مرگ او نیز مخفی نگه‌داشته می‌شود.
- این احتمال وجود دارد که تفنگ دستی در خانه باشایف پس از مرگ باشایف در این مکان قرار داده شده.